# 지나 토러스
지나 토레스(Gina Torres, 1969년 4월 25일 ~ )는 미국의 배우이다.

## 출연 작품

### 영화
- 미스터 플라워 (1996)
- 매트릭스 2: 리로디드 (2003)
- 매트릭스 3: 레볼루션 (2003)
- Hair Show (2004)
- 세레니티 (2005)
- Jam (2006)
- 파이브 핑거스 (2006)
- South of Pico (2007)
- 난 아내를 사랑하는 것 같아 (2007, I Think I Love My Wife)
- Don't Let Me Drown (2009)
- 저스티스 리그: 두 지구의 위기 (2010) - 목소리
- Mr. Sophistication (2013)

### 텔레비전
- 로앤오더: 범죄 전담반 (1992-95)
- M.A.N.T.I.S. (1994)
- 원 라이프 투 리브 (1995-96)
- 다크 엔젤 (1996)
- 프로파일러 (1997)
- 여전사 지나 (1997)
- 헤라클레스 (1997-99)
- 클레오파트라 2525 (2000-01, Cleopatra 2525)
- 앨리어스 (2001-06)
- 파이어플라이 (2002-03)
- 엔젤 (2003)
- 가디언 (2003)
- 24 (2004)
- 저스티스 리그 언리미티드 (2004-06) - 목소리
- 위드아웃 어 트레이스 (2006)
- 쉴드: XX 강력반 (2006)
- 스탠드오프 (2006-07)
- 더티 섹시 머니 (2007-09)
- 보스턴 리걸 (2008)
- 본즈 (2008)
- 크리미널 마인드 (2008)
- 일라이 스톤 (2008-09)
- 플래시포워드 (2009)
- 더 유닛 (2009)
- 가십걸 (2009)
- 체인지 디바 (2009)
- 푸싱 데이지 (2009)
- 뱀파이어 다이어리 (2010)
- 분덕스 (2010) - 목소리
- 트랜스포머 프라임 (2011-13) - 목소리
- 슈츠: 두 변호사 (2011-18)
- 캐슬 (2013)
- 한니발 (2013-15)
- 리벤지 (2015)
- 스타워즈 반란군 (2015-18) - 목소리
- 웨스트월드: 인공지능의 역습 (2016-20)
- 더 캐치 (2017)
- 클로스 (2017)
- 파이널 스페이스 (2018) - 목소리
- 앤지 트라이베카 (2018)
- 라푼젤 시리즈 (2019) - 목소리
- 피어슨 (2019, Pearson)
- 리버데일 (2019)
- 아발로 왕국의 엘레나 (2019-20)
- 9-1-1: 론 스타 (2021-현재)